# 長嶋幸宝
長嶋 幸宝（ながしま そなた、2004年6月17日 - ）は、兵庫県加古川市出身の陸上競技選手。専門は長距離走。加古川市立氷丘中学校、兵庫県立西脇工業高等学校卒業。旭化成陸上部所属。2025年ニューイヤー駅伝の優勝メンバー。

## 人物
母親の勧めにより、加古川市立氷丘中学校で陸上部に入り、本格的に競技を始める。
高校は駅伝の強豪で知られる兵庫県立西脇工業高等学校に進学。3年生で出場した全国高校駅伝と都道府県対抗男子駅伝では、史上初めて続けて1区で区間賞を獲得するなど、世代トップレベルの選手として活躍した。
高校卒業後は、「世界で戦うにはどうすれば良いか」を考えた上で旭化成に入社。入社後すぐの6月に開催された2023年U20アジア陸上競技選手権大会では、3000mと5000mで二冠を達成した。同年12月の日体大長距離記録会（NITTAIDAI Challenge Games）では10000mに出場し、U20日本歴代2位となる27分44秒86を記録。高卒1年目では史上初の27分台ランナーとなった。
翌2024年元日のニューイヤー駅伝では、高卒ルーキーながら1区に抜擢され、「絶対に区間賞を取れる。負ける気はしなかった」と自信をみなぎらせたたが、残り約3㎞地点で後続選手の足が引っかかり転倒。足を引きずる様子もあったが巻き返し、先頭と20秒差の区間13位で中継した。
入社2年目は前述の転倒による靭帯損傷などの影響もあり、1年間目立った活躍はなかったが、迎えた2025年元日のニューイヤー駅伝では前年に引き続き1区を担当。 東京五輪・パリ五輪と3000mSCで連続入賞した三浦龍司（SUBARU）、世界陸上オレゴン・世界陸上ブダペストに5000mで連続出場した遠藤日向（住友電工）、マラソン日本歴代3位の記録を持つ吉田祐也（GMO）など錚々たるメンバーの中、終始先頭集団でレースを進め、残り約1㎞地点で自らスパートをかけて逃げ切り区間賞を獲得。チームの5年ぶり26回目の優勝に大きく貢献し、区間賞インタビューでは「今までで走ったレースの中で一番うれしい」と笑みを浮かべた。

## 主な戦績
| 年     | 大会                               | 種目（区間）  | 順位     | 記録       | 備考                   |
| ------ | ---------------------------------- | ------------- | -------- | ---------- | ---------------------- |
| 2019   | 第46回全日本中学校陸上競技選手権   | 3000m         | 3位      | 8分35秒76  |                        |
| 2020   | 第25回全国都道府県対抗男子駅伝     | 2区           | 区間賞   | 8分24秒    |                        |
| 2020   | 第282回日本体育大学長距離競技会    | 5000m         | 組13位   | 14分13秒31 |                        |
| 2021   | 第74回全国高校陸上競技対校選手権   | 1500m         | 4位      | 3分44秒87  |                        |
| 2021   | 第293回日本体育大学長距離競技会    | 5000m         | 組3位    | 13分46秒21 |                        |
| 2021   | 第72回全国高校駅伝                 | 1区（10.0km） | 区間13位 | 29分19秒   | 西脇工業7位            |
| 2022   | 第75回全国高校陸上競技対校選手権   | 1500m         | 4位      | 3分46秒40  |                        |
| 2022   | 第73回全国高校駅伝                 | 1区（10.0km） | 区間賞   | 29分11秒   | 西脇工業6位            |
| 2023   | 第28回全国都道府県対抗男子駅伝     | 1区（7.0km）  | 区間賞   | 19分39秒   | 兵庫県チームより出走   |
| 2023   | 第44回世界クロスカントリー選手権   | U20 8km       | DNF      | 途中棄権   |                        |
| 2023   | 第34回ゴールデンゲームズinのべおか | 5000m         | 組7位    | 13分42秒41 |                        |
| 2023   | 第20回U20アジア陸上競技選手権      | 3000m         | 優勝     | 8分19秒48  |                        |
| 2023   | 第20回U20アジア陸上競技選手権      | 5000m         | 優勝     | 14分23秒91 |                        |
| 2023   | 第7回NITTAIDAI Challenge Games     | 10000m        | 1位      | 27分44秒86 | U20日本歴代2位（当時） |
| 2024年 | 第13回NITTAIDAI Challenge Games    | 10000m        | 9位      | 27分55秒03 |                        |

### 実業団駅伝戦績
| 年度                   | 大会                   | 区間          | 区間順位 | 記録     | 総合順位   | 備考                                   |
| ---------------------- | ---------------------- | ------------- | -------- | -------- | ---------- | -------------------------------------- |
| 2023年度 （入社1年目） | 第60回九州実業団駅伝   | 1区（12.9km） | 区間4位  | 37分20秒 | 旭化成2位  | ※旭化成B（オープン）チームより出走     |
| 2023年度 （入社1年目） | 第68回ニューイヤー駅伝 | 1区（12.3km） | 区間13位 | 35分02秒 | 旭化成3位  | 9㎞過ぎに転倒                          |
| 2024年度 （入社2年目） | 第61回九州実業団駅伝   | 1区（12.8km） | 区間12位 | 38分43秒 | 旭化成優勝 | ※実業団混成B（オープン）チームより出走 |
| 2024年度 （入社2年目） | 第69回ニューイヤー駅伝 | 1区（12.3km） | 区間賞   | 34分29秒 | 旭化成優勝 |                                        |

## 自己ベスト
- 1500m - 3分44秒87（2021年7月29日：令和3年度全国高等学校総合体育大会）
- 5000m - 13分37秒46（2022年5月4日：第33回ゴールデンゲームズinのべおか）
- 10000m - 27分44秒86（2023年12月2日：第7回NITTAIDAI Challenge Games）